# Герои Дюны
«Геро́и Дю́ны» (англ. Heroes of Dune) — трилогия романов Брайана Герберта и Кевина Андерсона, действие которых происходит во вселенной «Дюны». Первая книга, «Пол с Дюны», была выпущена 16 сентября 2008 года. О возможности создания само́й серии авторы упоминали ещё в 2004 году.
По словам Брайана Герберта и Кевина Андерсона, половина событий этой истории происходит между событиями романов «Дюна» (1965) и «Мессия Дюны» (1969), написанных Фрэнком Гербертом: бушует джихад, объявленный Полом, Дом Коррино стремится вернуть себе трон, а принцесса Ирулан задаётся «задачей сочинения легенды о Муад'Дибе». Она, в свою очередь, повествует о ранних годах Пола (между предысторией «Дом Коррино», написанной Брайанном Гербертом и Кевином Андерсоном, и романом «Дюна»), в течение которых рассказывается о его дружбе с Данканом и Гёрни, а также о Войне Убийц, которую герцог Лето вёл против Грамманов.

## Книги
- Пол с Дюны (англ. Paul of Dune)
- Ветры Дюны (англ. The Winds of Dune)[7] (ранее — «Джессика с Дюны»[8][9])
- Принцесса Дюны (англ. Princess of Dune)

Два романа — The Throne of Dune (Irulan of Dune) и Leto of Dune (The Golden Path of Dune) были отменены в 2010 году.